# Музыка эпохи Возрождения
Музыкой эпохи Возрождения или музыкой Ренессанса называют период в развитии европейской музыки приблизительно между 1400 и 1600 годами (см. «Временные рамки периодов развития классической музыки» для более подробного освещения вопросов, связанных с выделением этих рамок).

## История
В Италии начало новой эпохи наступило для музыкального искусства в XIV веке. Нидерландская школа сложилась и достигла первых вершин в XV веке, после чего её развитие все ширилось, а влияние так или иначе захватывало и мастеров иных национальных школ. Признаки Возрождения отчётливо проявились во Франции в XVI веке, хотя её творческие достижения были велики и бесспорны ещё в предыдущие столетия.

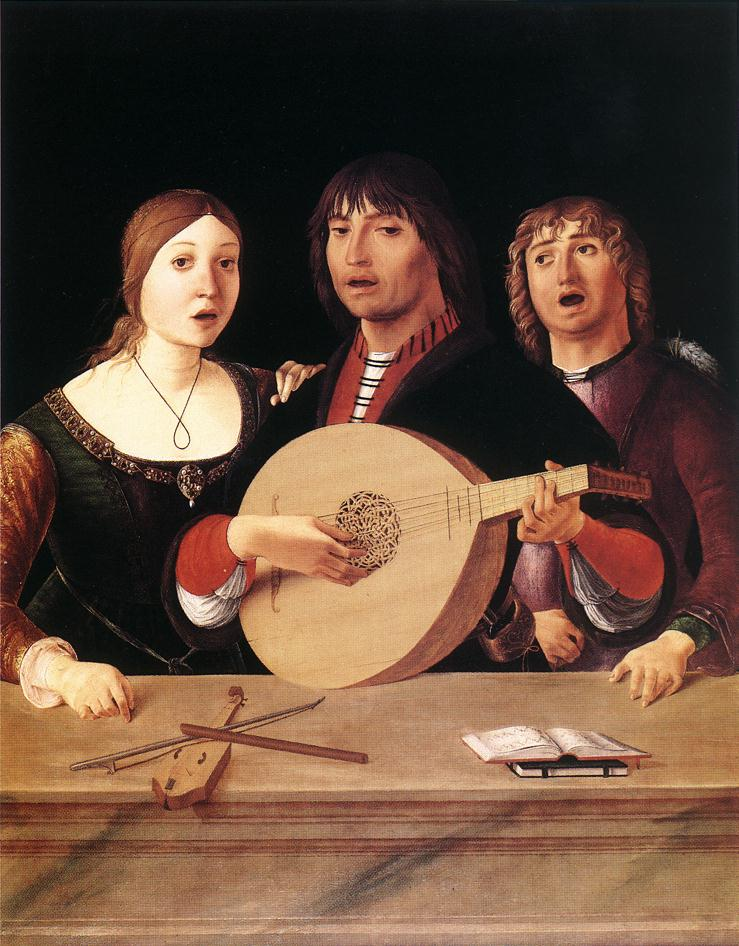
Лоренцо Коста. «Концерт» — картина эпохи Возрождения

К XVI веку относится подъём искусства в Германии, Англии и некоторых других странах Западной Европы. Со временем новое творческое движение распространилось и на страны Восточной Европы.

## Музыкальные инструменты
В концертной жизни начала эпохи Ренессанса основным инструментом был орган, но с течением времени состав музыкальных инструментов значительно расширился, к уже существовавшим струнным и духовым добавились новые разновидности. Например, виолы — семейство струнных смычковых. По форме они напоминают инструменты современного скрипичного семейства (скрипку, альт, виолончель) и, возможно, являются их предшественниками (сосуществовали в музыкальной практике до середины XVIII столетия). Однако же они имеют важное отличие. Виолы обладают системой резонирующих струн; как правило, их столько же, сколько и основных (шесть-семь). Колебания резонирующих струн делают звук виолы мягким, бархатистым, но инструмент трудно использовать в оркестре, так как из-за большого числа струн он быстро расстраивается.
В семействе виол выделяются три основных типа. Виола да гамба — большой инструмент, который исполнитель ставил вертикально и зажимал с боков ногами (итальянское слово gamba означает «колено»). Две другие разновидности — виола да браччо (от итал. braccio — «предплечье») и виоль д’амур (фр. viole d’amour — «виола любви») были ориентированы горизонтально, и при игре их прижимали к плечу. Виола да гамба по диапазону звучания близка к виолончели, виола да браччо — к скрипке, а виоль д’амур — к альту.
Среди щипковых инструментов Возрождения центральное место занимает лютня (пол. lutnia, от араб. альуд‎ — «дерево»). В Европу она пришла с Ближнего Востока в конце XIV века, а уже к началу XVI столетия для этого инструмента был создан богатый репертуар; прежде всего под аккомпанемент лютни исполняли песни. Впрочем, для лютни было создано и большое количество инструментальных произведений.
У лютни короткий корпус; верхняя часть плоская, а нижняя напоминает полусферу. К широкой шейке приделан гриф, разделённый ладами, а головка инструмента отогнута назад почти под прямым углом. При желании можно в облике лютни увидеть сходство с чашей. Двенадцать струн группируются парами, а звук извлекают как пальцами, так и специальной пластинкой — плектром.
В XV—XVI столетиях возникли различные виды клавишных. Основные типы таких инструментов — клавесин, клавикорд, чембало, вёрджинел — активно использовались в музыке Возрождения, но их настоящий расцвет наступил позже.